# Ommata subcastanea
Ommata subcastanea là một loài bọ cánh cứng trong họ Cerambycidae.